# Maxime Mermoz
Pour les articles homonymes, voir Mermoz.

a Compétitions nationales et continentales officielles uniquement.

b Matchs officiels uniquement.
Dernière mise à jour le 14 juin 2020.
Maxime Mermoz, né le 28 juillet 1986 à Épinal (Vosges), est un joueur international français de rugby à XV qui évolue au poste de centre. 
Au cours de sa carrière, il remporte quatre championnats de France (en 2008 et 2019 avec le Stade toulousain, en 2009 avec l'USA Perpignan et en 2014 avec le RC Toulon) et deux Coupes d'Europe (en 2013 et 2014 avec le RC Toulon). Il est également finaliste de la Coupe du monde 2011 avec le XV de France.

## Biographie

### Famille et études
Maxime Adel Mermoz est le fils d'un ingénieur savoyard et d'une infirmière algérienne originaire de Ténès en Algérie, pays qu'il visite régulièrement durant son enfance pour voir sa famille.
À 18 ans, il obtient un baccalauréat scientifique puis un BTS droit et économie deux ans plus tard.

### Débuts avec le Stade toulousain et avec l'équipe de France
Il commence sa carrière professionnelle avec le Stade toulousain en 2005.
Le 5 juillet 2008, Maxime Mermoz honore sa première cape internationale en équipe de France dont le sélectionneur est Marc Lièvremont. Il joue alors contre l'équipe d'Australie, tandis que les internationaux du Stade toulousain, de l'ASM Clermont Auvergne, de l'USA Perpignan et du Stade français disputent les demi-finales du Top 14 de la saison 2007-08 dans leurs clubs respectifs. Pendant ce temps, son club remporte le championnat de France, lors d'une saison où il joue 11 matches pour un essai.

### Champion de France avec l'USA Perpignan et vice-champion du monde
En 2008, il rejoint l'USAP dans le but d'obtenir un plus grand temps de jeu, étant alors bloqué à Toulouse par Yannick Jauzion et Florian Fritz. Lors de sa première saison avec l'USAP, il soulève le bouclier de Brennus pour la deuxième fois.
En mars 2009, il est invité avec les Barbarians français pour jouer un match contre le « XV du président », sélection de joueurs étrangers évoluant en France, au Stade Ernest-Wallon à Toulouse. Les Baa-Baas s'inclinent 26 à 33.
En novembre 2010, il joue de nouveau avec les Barbarians français contre les Tonga au Stade des Alpes à Grenoble. Lors de ce match, qui est aussi le jubilé de Jean-Baptiste Elissalde, les Baa-Baas s'inclinent 27 à 28.

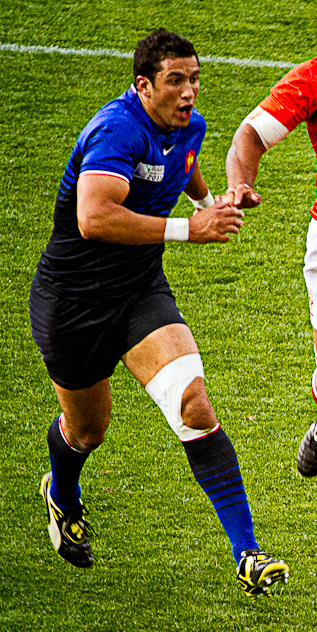
Maxime Mermoz avec l'équipe de France lors de la Coupe du monde 2011.

Peu utilisé en équipe de France jusque-là, il est titulaire pour la Coupe du monde 2011, Marc Lièvremont le sélectionnant parmi les arrières. Il joue au poste de trois-quart centre comme Fabrice Estebanez, David Marty et Aurélien Rougerie. L'équipe de France, avec pour capitaine Thierry Dusautoir, parvient à se qualifier pour la finale. Elle est battue seulement d'un point par la Nouvelle-Zélande, Maxime Mermoz et ses coéquipiers deviennent donc vice-champions du monde.

### Succès au RC Toulon
En fin de contrat en 2012 avec le club catalan, Mermoz choisit d'intégrer l'effectif du RC Toulon, repoussant de ce fait l'offre du Racing Métro 92. Sur la rade, il remporte trois fois la Coupe d'Europe de façon consécutive (2013, 2014, 2015) et un troisième titre de champion de France conquis en 2014.

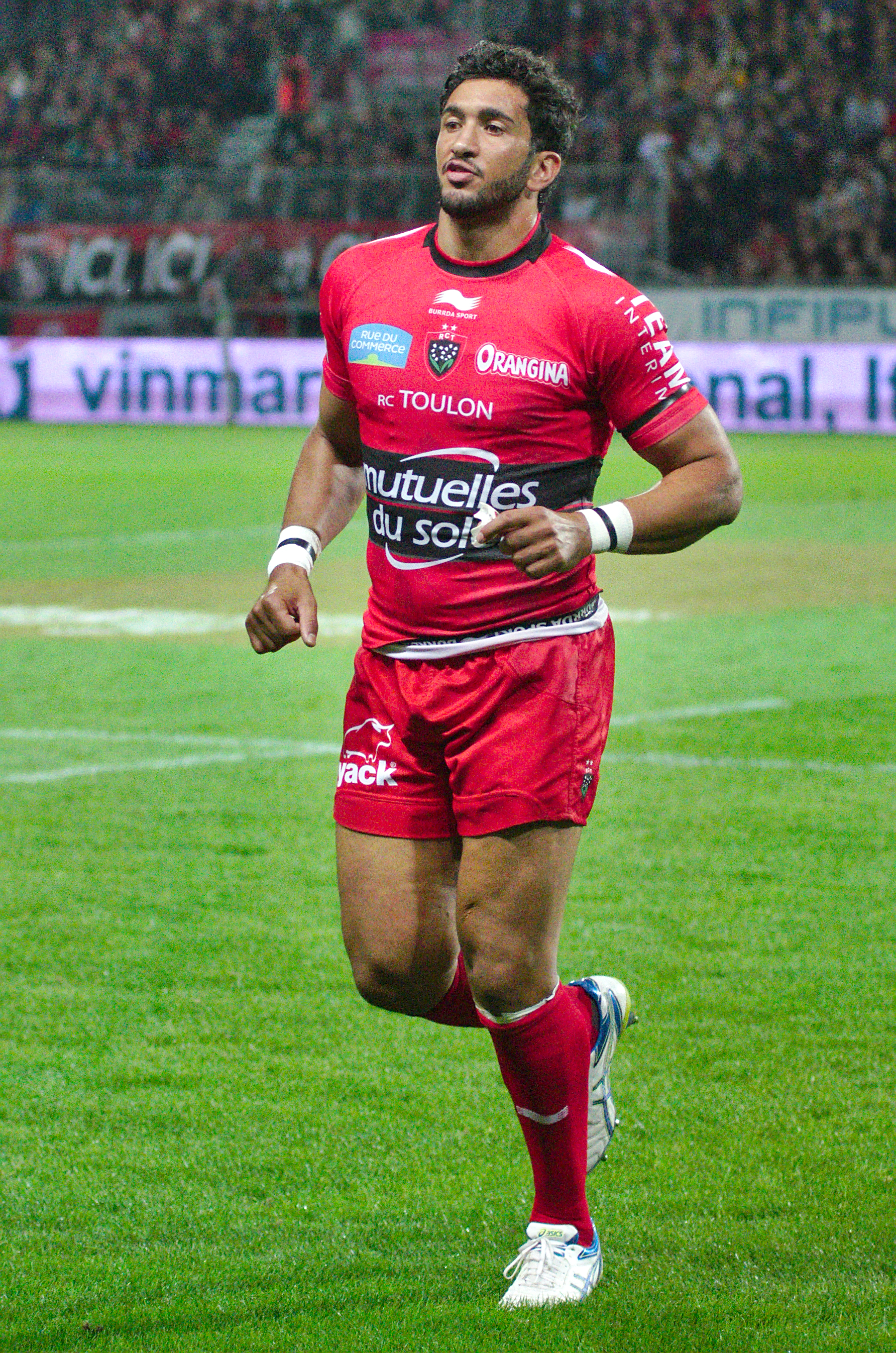
Maxime Mermoz avec le RC Toulon en 2014.

### Ère Philippe Saint-André
Bien qu'il participe à tous les Tournois des Six Nations de l'ère Saint-André (nommé en septembre 2011), Mermoz n'est pas titulaire à part entière avec l'équipe de France. Le sélectionneur l'écarte d'ailleurs de la Coupe du monde 2015. Dans le livre Devoir d'inventaire : dans les coulisses d'une branlée historique paru après la Coupe du Monde, et les échanges par voie de presse interposés, on apprend que les relations n'étaient pas au beau fixe entre les deux hommes.

### Retour dans le XV de France et départ de Toulon
Profitant du forfait d'Alexandre Dumoulin, il revient en équipe de France entraînée par Guy Novès qui le sélectionne pour le Tournoi des Six Nations 2016, jouant ainsi les cinq matches de la compétition.
Avec l'arrivée de Mike Ford en remplacement de Diego Domínguez dans le staff du RC Toulon, Maxime Mermoz joue peu. Il est libéré en janvier 2017 par le président Mourad Boudjellal afin de rejoindre l'Angleterre et les Leicester Tigers.

### Fin de carrière en Angleterre puis à Toulouse
Pour son premier match avec les Tigers, il commence sur le banc face à Gloucester et inscrit son premier essai en Premiership. Il ne joue finalement que huit matches, pour deux essais.
Il continue en Angleterre, au sein du club de Newcastle, où il joue 11 matches (aucun essai) lors de la saison 2017-2018.
En 2018, avec les départs de Florian Fritz, Yann David et Gaël Fickou, le Stade toulousain cherche à renforcer le centre de son attaque et recrute Maxime Mermoz. Il remporte un quatrième championnat de France en 2019. Il a cependant peu de temps de jeu. Sofiane Guitoune, Pita Ahki et Romain Ntamack lui sont régulièrement préférés au centre de l'attaque.
En 2020, il décide de mettre un terme à sa carrière[réf. nécessaire].

### Engagement avec la sélection algérienne
En 2020, après une rencontre avec le premier vice-président de la fédération algérienne de rugby Mourad Gherbi, il intègre la commission élite. Sa mission est de convaincre les meilleurs joueurs franco-algériens qui évoluent dans l'élite européenne de rejoindre la sélection. L'objectif affiché est de qualifier l'équipe d'Algérie pour la Coupe du monde de rugby à XV 2023 qui a lieu en France. Il crée alors une société consacrée au rugby algérien pour aider la fédération sportivement et économiquement. Cependant, l'Algérie ne fera pas partie des 20 pays de la phase finale de la Coupe du monde.
Bien qu'ayant mis un terme à sa carrière de joueur professionnel, Maxime Mermoz aurait la possibilité de porter le maillot du XV aux deux lions, grâce à sa double nationalité, à partir de 2022 (six ans après sa dernière sélection avec la France).

### Activités artistiques et associations caritatives
Il a posé nu pour six éditions (2009, 2011, 2013, 2014, 2015 et 2018) du calendrier des Dieux du Stade organisé par le club du Stade français, figurant même sur la couverture de l'édition 2018. Les bénéfices des ventes sont reversés à 
des associations. 
Il a été mannequin pour la marque de sous-vêtements Dim, aux côtés d'autres rugbymen célèbres tels qu'Aurélien Rougerie, Thierry Dusautoir, Henry Chavancy, Alexis Palisson ou encore Maxime Médard, Fulgence Ouedraogo Dimitri Szarzewski et Jules Plisson.
En décembre 2012, Maxime Mermoz rejoint One Million Dollar Film, une production indépendante qui produit des films et consacre une partie des recettes aux associations caritatives des sportifs. Il coproduit notamment le long métrage franco-américain Nola Circus, sorti en 2016, avec dix autres sportifs de renom (basketteurs, footballeurs et handballeurs) : Boris Diaw, Michael Ciani, Louis Saha, Nicolas Batum, Ian Mahinmi, Johan Djourou, Bacary Sagna, Nando de Colo et Ronny Turiaf.
Il est consultant pour la chaîne L'Équipe lors de la Coupe du monde de rugby 2023.
Durant l'été 2024 il participe à la troisième saison de l'émission estivale d'M6 Les Traîtres. Il y figure parmi notamment Frédérique Bel, Julie Ferrier, Bruno Solo ou encore Laurent Ruquier et Valérie Trierweiler. 

### Vie privée
À partir de l'été 2012, il est en couple avec Barbara Morel (Miss Nationale 2011). Le 19 août 2014, ils sont les parents d'un petit garçon, Aaron, né à Toulon. Ils se marient le 27 mai 2015 mais se séparent trois ans plus tard.

## Palmarès
En professionnel
- Coupe d'Europe :
  - Vainqueur (2) : 2013 et 2014 avec le RC Toulon
- Championnat de France :
  - Champion (4) : En 2008 et 2019 avec le Stade toulousain, en 2009 avec l'USA Perpignan et en 2014 avec le RC Toulon

En jeune avec le Stade toulousain
- challenge Gaudermen : 
  - Vainqueur (2) : 2002 et 2003
- Championnat de France Cadet Alamercery :
  - Champion (1) : 2002
- Championnat de France junior Crabos :
  - Champion (2) : 2004 et 2005

International (chez les jeunes)
- Grand Chelem au Tournoi des Cinq Nations des moins de 18 ans en 2004

- Vainqueur au championnat du monde des moins de 21 ans en 2006

### Coupe du monde
| Édition               | Rang     | Résultats France | Résultats M. Mermoz | Matchs M. Mermoz |
| Nouvelle-Zélande 2011 | Deuxième | 4 v, 0 n, 3 d    | 3 v, 0 n, 3 d       | 6/7              |

Légende : v = victoire ; n = match nul ; d = défaite.

### Tournoi des Six Nations
| Édition          | Rang | Résultats France | Résultats Mermoz | Matchs Mermoz |
| ---------------- | ---- | ---------------- | ---------------- | ------------- |
| Six Nations 2009 | 3    | 3 v, 0 n, 2 d    | 1 v, 0 n, 0 d    | 1/5           |
| Six Nations 2011 | 2    | 3 v, 0 n, 2 d    | 1 v, 0 n, 0 d    | 1/5           |
| Six Nations 2012 | 4    | 2 v, 1 n, 2 d    | 1 v, 0 n, 1 d    | 2/5           |
| Six Nations 2013 | 6    | 1 v, 1 n, 3 d    | 0 v, 0 n, 2 d    | 2/5           |
| Six Nations 2014 | 4    | 3 v, 0 n, 2 d    | 1 v, 0 n, 1 d    | 2/5           |
| Six Nations 2015 | 4    | 2 v, 0 n, 3 d    | 1 v, 0 n, 1 d    | 2/5           |
| Six Nations 2016 | 5    | 2 v, 0 n, 3 d    | 2 v, 0 n, 3 d    | 5/5           |

Légende : v = victoire ; n = match nul ; d = défaite ; la ligne est en gras quand il y a Grand Chelem.

### Distinction personnelle
- Oscars du Midi olympique :  Oscar d'Or 2009

## Statistiques

### En équipe nationale
Depuis sa première sélection en 2008, Maxime Mermoz connaît 35 sélections en équipe de France au cours desquelles il a marqué 15 points (trois  essais).
Autres sélections :
- Équipe de France des moins de 21 ans : 8 sélections en 2005-2006
- Équipe de France des moins de 19 ans : participation au championnat du monde 2005 en Afrique du Sud, 4 sélections
- Équipe de France des moins de 18 ans : 3 sélections en 2004, 1 essai